# Aurélien Faivre
Pour les articles homonymes, voir Faivre.
Aurélien Faivre est un footballeur français, né le 22 juin 1978 à Besançon.

## Biographie
Formé au Besançon Racing Club, il intègre l'équipe première en 1999 alors en National. Lors de la saison 2002-2003, il gagne le championnat, et accède en Ligue 2 avec son équipe.
Mais l'équipe ne parviendra pas à se maintenir lors de la saison 2003-2004, et redescend aussitôt en National. Les difficultés financières que rencontrent le club ne permettent pas de stabiliser l'équipe qui est de nouveau reléguée, en CFA cette fois-ci.
Aurélien Faivre signe alors au Nîmes Olympique pour la saison 2005-2006, mais malgré de bonnes prestations, n'arrive pas à s'intégrer.
Il s'engage alors avec le promu en Ligue 2, le FC Libourne Saint-Seurin avec qui il fait deux très bonnes saisons, avant de voir de nouveau l'équipe être reléguée.
Il s'engage en 2008 au Vannes OC ; le 10 octobre 2008, lors d'une rencontre contre l'US Boulogne, il sort sur blessure à la 6e minute, il souffre d'une rupture d'un ligament croisé d'un genou.
En 2012, il s'engage avec Bourg-Péronnas en National et après 3 saisons il accède à la Ligue 2.

## Palmarès
- Champion de National en 2003 avec Besançon.
- Finaliste de la Coupe de la Ligue en 2009 avec le Vannes OC.